# Alt-Schieder

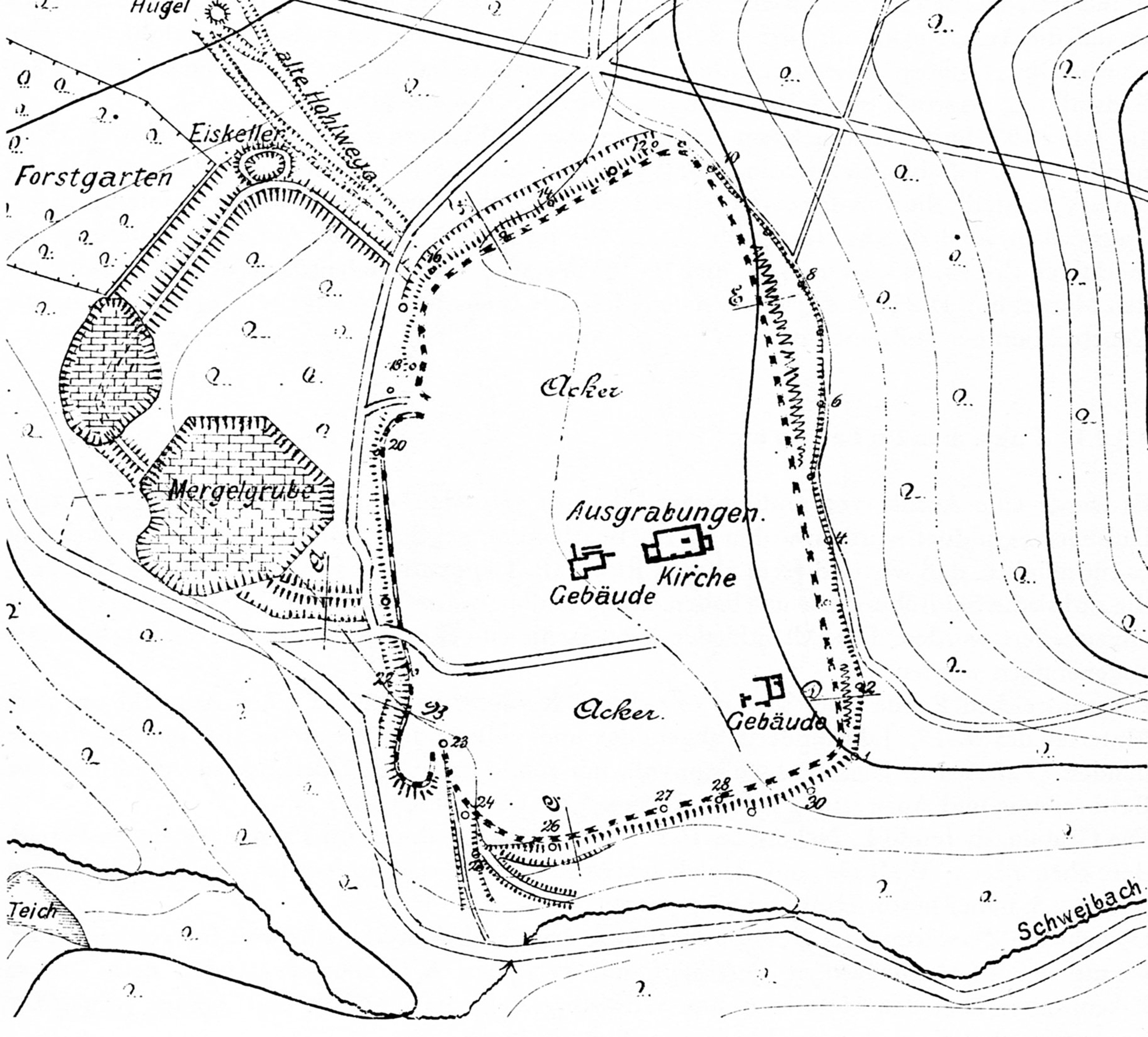
Alt-Schieder, Lageplan von 1916

Die Befestigungsanlage Alt-Schieder liegt bei 180 bis 200 Meter über NN Höhe auf einer Geländestufe am Westhang des Kahlenberges im Ortsteil Schieder der Stadt Schieder-Schwalenberg im nordrhein-westfälischen Kreis Lippe. Von der Anlage sind heute nur noch Wallreste und Bodenerhebungen erhalten. 

## Beschreibung und Geschichte
Alt-Schieder besteht aus einer 4,2 ha großen Haupt- und einer älteren 1,7 ha großen Vorburg. Nach dem Bau der Hauptburg wurde ein Teil des Vorburgwalles eingeebnet. 
Erste archäologische Ausgrabungen in der Hauptburg der Wallanlage wurde im Jahr 1899 von Carl Schuchhardt zusammen mit Otto Weerth durchgeführt. Weitere Ausgrabungen folgten 1939 durch Leo Nebelsiek. 
Durch die Ausgrabungen konnten die Fundamente von Häusern und einer Kirche nachgewiesen werden.  Aufgrund der Grabungsergebnisse wird die Nutzung der Hauptburg auf das frühe 11.  bis ins 13. Jahrhundert datiert. Die Kirche wurde wahrscheinlich noch bis Mitte des 15. Jahrhunderts genutzt. 
In der Innenfläche der Vorburg haben bisher noch keine Ausgrabungen stattgefunden.  Nach neueren Forschungsergebnissen wird vermutet, dass es sich bei der Vorburg um die im Jahre 822 im Güterverzeichnis des Klosters Corvey aufgeführte „Villa Scitiru“ (Villa Schieder) handelt und sie somit der karolingischen Zeit zuzuordnen ist. Im Jahr 997 wurde die Anlage als Curtis von Kaiser Otto III. an den Erzbischof Giselher von Magdeburg übertragen.
Nachdem Alt-Schieder in der ersten Hälfte des 13. Jahrhunderts aufgegeben wurde, entstand in direkter Nachfolge die Siedlung Barkhof im Tal der Emmer (heute vom Schiedersee überflutet).